# Les Charlots font l'Espagne
Pour plus de détails, voir Fiche technique et Distribution.
Les Charlots font l'Espagne est une comédie franco-espagnole de Jean Girault sortie en 1972.

## Synopsis
Gérard, Phil, Jean et Jean-Guy travaillent tous les quatre à la RATP. Cette année, ils ont prévu de partir en vacances en Espagne. À leur arrivée, ils apprennent que le directeur de leur agence de voyages est parti avec la caisse et ne leur a pas réservé de chambres. Ils cumulent les petits boulots pour avoir de l'argent pour passer de bonnes vacances. Ils se font renvoyer de plusieurs petits boulots en faisant gaffe sur gaffe avant d'être engagés comme mariniers sur un yacht…

## Fiche technique
- Titre : Les Charlots font l'Espagne
- Réalisation : Jean Girault, assisté de Tony Aboyantz
- Scénario : Jacques Vilfrid
- Musique : Les Charlots
- Décors : Sydney Bettex
- Images : Jean-Paul Schwartz
- Effets spéciaux : Christian Bourqui, Marcel Laude
- Cascades : Rémy Julienne (non crédité)
- Production : Christian Fechner
- Pays :  France /  Espagne
- Durée : 82 minutes
- Format : Couleur (Eastmancolor) - 35 mm - 1,66: 1 - son mono
- Genre : comédie
- Dates de sortie :
  - France : 14 décembre 1972
- VHS : 3 août 1994
- DVD : 2 octobre 2018 dans un coffret de 4 films des Charlots Chez TF1 VIDEO
- Affiche : Clément Hurel (France)

## Distribution
- Les Charlots :
  - Gérard Rinaldi : Gérard
  - Gérard Filippelli : Phil
  - Jean Sarrus : Jean
  - Jean-Guy Fechner : Jean-Guy
- Jacques Legras : le chauffeur du bus
- Jaime de Mora y Aragon : le maître d'hôtel
- Yves Barsacq : Robert Leplat
- Gérard Croce : Bouboule
- Gérard Tichy : le propriétaire du yacht
- Jean Girault : un résident du camping
- Béatrice Chatelier : Sublime
- Katia Tchenko : Colette Leplat
- Jean Eskenazi et Yves Elliot : les voyageurs
- François Cadet : le douanier
- Marcel Gassouk : un client dans le bus RATP
- Martine Kelly : la terroriste dans l'avion (non créditée)
- Christian Fechner : un terroriste dans l'avion (non crédité)
- Henri Guégan : le terroriste dans l'avion qui parle (non crédité)
- Monick Lepeu : une touriste dans la gare
- Valérie Boisgel

avec les voix françaises de :
- Roger Carel : le propriétaire du yacht / la voix du radar / le photographe touristique
- Gérard Hernandez : le maître d'hotel
- Marc de Georgi : le touriste faisant du ski nautique
- Claude Joseph : le promoteur
- Lita Recio : la naine
- Claude Chantal : deux vacancières
- Martine Kelly : une femme en maillot de bain

## Autour du film
- Ce film a été tourné entre août et septembre 1972 à Marbella, province de Malaga, et à Paris.
- Ce film des Charlots est un des rares de l'époque dans lequel Jacques Seiler n'apparaît pas.
- La distribution du film réunit également des acteurs non francophones. Ceux-ci ne parlant pas français, il a été nécessaire de faire doubler leurs voix.
- Lorsque la jolie Espagnole verse toute la bouteille de vin dans le verre de Phil, lors du repas de noce, on voit nettement que le niveau baisse par moments (le contenu était en fait vidé par-dessous la table).
- Lorsque Jean, Jean-Guy et Phil tentent de détruire le palet, lors de la partie de tir à la carabine, celui-ci finit par se désintégrer sous une lueur rouge, clin d'œil à la série Les Envahisseurs.
- La séquence de la corrida a été filmée avec un véritable taureau sauf quelques plans où l'animal fut remplacé par des doublures, notamment lorsque le torero tente de l'achever à l'épée puis se cogne contre sa tête (celle-ci est fausse).
- Le film est finalement sorti en DVD en France le 2 octobre 2018, dans un coffret 4 films (avec Les Fous du stade, Les Charlots en délire et les Charlots contre Dracula).